# Костадин Илиев (офицер)
Костадин Илиев Иванов е български офицер, генерал-майор от МВР.

## Биография
Роден е през 1923 г. С решение № 266 от 17 юли 1972 г. е назначен за директор на народната милиция. Остава на този пост до 22 октомври 1981 г. Починал в София през 1981 г.